# Pénalités de retard de paiement
Les pénalités de retard entre professionnels ont été rendues obligatoires en cas de retards de paiement par la Loi de Modernisation de l'Économie de 2008. Elles sont dues de plein droit le jour qui suit la date d'échéance mentionnée sur la facture.
L'objectif de cette disposition légale est de réduire les retards de paiement en France qui pénalisent le développement des entreprises et notamment des TPE / PME / PMI en incitant les acheteurs à respecter les délais de paiement contractuels.

## Obligations légales
Le vendeur est tenu de mentionner les pénalités de retard sur ses factures et dans ses conditions générales de vente.
Le taux de pénalités est par défaut égal au taux d'intérêt appliqué par la Banque Centrale Européenne (BCE) à son opération de refinancement la plus récente majoré de 10 points de pourcentage et ne peut être inférieur à trois fois le taux d'intérêt légal. En août 2013, le taux directeur de la BCE est de 0,50 %. Le taux de pénalités de retard par défaut est donc de 10,50 %.
Chaque entreprise est cependant libre de fixer son taux de pénalités de retard tant qu'il est supérieur à 3 fois le taux d'intérêt légal.
Le taux d'intérêt légal est de 0,04 % en 2013 alors qu'il était de 3,79 % en 2009, date de la mise en application de la LME. Le taux minimal de pénalités de retard est donc de 0,12 % par an en 2013.
L'amende prévue par la Loi en cas de non-respect des dispositions décrites ci-dessus est de 75 000 euros.

## Champ d'application
Le champ d'application est celui de la LME qui concerne toutes les entreprises françaises (DOM TOM compris) qui vendent à des professionnels français. Sont exclues les ventes export et les ventes faites aux particuliers.

## Calculer les pénalités de retard
Le calcul se fait en prenant en compte le montant TTC des factures en retard, le nombre de jours de retards de paiement (différence entre la date du jour et la date d'échéance de la facture) multiplié par le taux annuel de pénalités de retard et divisé par 365.

## Traitement comptable des pénalités de retard
Les pénalités de retard sont dues de plein droit et ne sont pas nécessairement facturées. Le choix de la facturation ou non des pénalités de retard revient au vendeur. Si c'est le cas, la facture est exonérée de TVA et est exigible immédiatement.
Les pénalités de retard doivent apparaître sur l'exercice sur lequel elles ont été encaissées.

## Sources
- Code du commerce